# Dogman (2023)
Dogman (manchmal auch als DogMan geschrieben) ist ein Thriller von Luc Besson. Der Film mit Caleb Landry Jones in der Titelrolle feierte Ende August 2023 bei den Internationalen Filmfestspielen in Venedig seine Premiere. Ende September 2023 kam der Film in die französischen und im Oktober 2023 in die deutschen Kinos.

## Handlung
Douglas Munrow wurde gerade in einem trägerlosen Kleid, mit einer blonden Perücke und grellweißem Gesichts-Make-up in einem Auto festgenommen. Er wird einer Reihe von Morden und einer Serie von Einbrüchen beschuldigt und von der Psychiaterin Evelyn befragt. Doug erzählt ihr von seinem Leben.
Der mittlerweile auf den Rollstuhl angewiesene junge Mann musste in seinem Leben schon viele Rückschläge und Tragödien hinnehmen. Als Kind wurde er von seinem gewalttätigen Vater misshandelt und mit Hunden alleingelassen, die ihn beschützten. Seine Liebe zu Hunden ist seitdem größer als die zu Menschen.

## Produktion

### Filmstab und Besetzung
Regie führte Luc Besson, der auch das Drehbuch schrieb. Bessons letzter Film Anna, der im Juli 2019 in die französischen Kinos kam, war bei einem Budget von 30 Millionen Euro und etwas mehr als 730.000 Besuchern in Frankreich  nur mäßig erfolgreich. Wie bereits einige frühere Filme von ihm, wurde Dogman von seiner Ehefrau Virginie Besson-Silla und der Produktionsfirma des Regisseurs, EuropaCorp, produziert.
Der Film beginnt mit dem Zitat. „Wo immer es einen Glücklosen gibt, schickt Gott einen Hund.“ Dieses ist von dem Sprichwort Partout où il y a un malheureux, Dieu envoie un chien. (franz. für Wo immer ein Unglücklicher ist, schickt Gott einen Hund.) des französischen Dichters und Staatsmannes Alphonse de Lamartine  geprägt.
Der Musiker und Schauspieler Caleb Landry Jones spielt in der Titelrolle den „Dogman“ Douglas 'Doug' Munrow. Als Kind/Jugendlicher wird er von Lincoln Powell gespielt. Der deutsche Schauspieler Clemens Schick ist in der Rolle seines gewalttätigen Vaters Mike zu sehen. Alexander Settineri spielt Dougs älteren Bruder Richie. Jojo T. Gibbs spielt die Kriminalpsychiaterin Evelyn, der Doug im Gefängnis seine Lebensgeschichte erzählt. Grace Palma spielt die junge Schauspielerin und Schauspiellehrerin Salma, die Doug dazu gebracht hat, das als Kind Erlittene durch das Verkleiden zu überwinden und ihn für Shakespeare-Inszenierungen besetzte, als der sich im Heim befand. In weiteren Rollen sind Christopher Denham als Ackerman, Michael Garza als Juan, Bennett Saltzman als Gary, Marisa Berenson, James Payton und Derek Siow zu sehen.

### Filmmusik, Marketing und Veröffentlichung
Die Filmmusik komponierte Éric Serra, der mit Besson bereits für Nikita, Im Rausch der Tiefe, Léon – Der Profi, Das fünfte Element und Lucy zusammenarbeitete. Das Soundtrack-Album mit insgesamt 30 Musikstücken wurde am 27. September 2023 von Because Music als Download und am 6. Oktober 2023 auf CD veröffentlicht. Auf dem Album sind neben den von Serra komponierten Stücken auch der Song Autumn Star von Adrien Arnaud und Sateen (die Tochter von Luc Besson) und die Lieder No Regrets und Non, je ne regrette rien von Édith Piaf enthalten.
Der erste Trailer wurde im Juli 2023 vorgestellt.
Die Premiere erfolgte am 31. August 2023 bei den Internationalen Filmfestspielen in Venedig, wo der Film im Hauptwettbewerb gezeigt wurde. Im September 2023 wurde Dogman beim Fantasy Filmfest als Eröffnungsfilm gezeigt und im weiteren Verlauf des Monats bei der Filmkunstmesse Leipzig. Die ursprünglich für den 19. April 2023 geplante Veröffentlichung des Films in Frankreich wurde auf den 27. September 2023 verschoben. Capelight Pictures sicherte sich die Rechte für Deutschland und Österreich. In Deutschland erfolgte der Kinostart am 12. Oktober 2023. Im Oktober 2023 wird der Film auch beim Busan International Film Festival vorgestellt.

## Rezeption

### Filmgenres und Altersfreigabe
In Deutschland wurde der Film von der FSK ab 16 Jahren freigegeben. In der Freigabebegründung heißt es, der Film vermenge diverse Genre wie Komödie, Actionfilm und Psychodrama und sei in Erzählweise und Filmstil teilweise überzeichnet. Neben einigen auch drastischen Gewalt- und Tötungsszenen mit expliziten Darstellungen von Verletzungen biete der Film immer wieder Entlastungsmomente durch ausführliche Dialogszenen sowie musikalische und humorvolle Einlagen. In den USA erhielt der Film von der MPAA ein R-Rating, was einer Freigabe ab 17 Jahren entspricht.

### Kritiken und Aufrufzahlen
Die Kritiken fielen gemischt aus. Bei Rotten Tomatoes konnte der Film 60 % der Kritiker überzeugen und erhielt eine durchschnittliche Bewertung von 5,5 Punkten. Bei Metacritic erhielt der Film einen Metascore von 45 Punkten.
Anselm Neft schreibt in der Berliner Zeitung, Szenarien, wie das überspannt wirkende Verhalten der Mutter, könne man als „Misery Porn“ bezeichnen, aber weil es um die Erzählung eines traumatisierten Mannes geht, handele es sich keinesfalls um eine objektive, sondern eine gefühlte Wahrheit: „Wer seine seelischen Verletzungen und tiefgehenden Prägungen anderen vermitteln will, greift manchmal zu drastischen Schilderungen, vielleicht auch zu Übertreibungen.“ Caleb Landry Jones spiele den Antihelden Douglas Munrow derart intensiv, dass man sich seiner Aura nicht entziehen könne, und als dieser stehend und unter großen Schmerzen in einem Nachtclub ein Lied von Edith Piaf in voller Länge performt, sei man als Zuschauer der Magie dieser Kunstfigur in einer Kunstfigur längst verfallen. Neft beschreibt dieses Bild des Künstlers als ähnlich eindrucksvoll, wie der Glockengießer in Andrei Tarkowskis Andrej Rubljow. Neben Caleb Landry Jones seien die Hunde der zweite Star des Films, und Hundetrainerinnen wie Mathilde de Cagny verdienten für ihre beeindruckende Arbeit Applaus. Man könne dem Film vorwerfen, dass er in seiner sprunghaften Struktur Themen eher anreißt, als vertieft, dass die Actionsequenzen am Ende etwas pflichtschuldig wirken und dass der Eindruck entstehen könnte, Menschen würden queer, weil sie schwere Traumata erlitten haben. Man könne aber auch sagen, dass es einem Unterhaltungsfilm mit Genre-Versatzstücken selten gelungen ist, so viel leicht verstörte Empathie für einen seelisch wie körperlich versehrten Menschen zu erzeugen, der sich aus gutem Grund nicht als „Mann“ identifizieren will, der aber der mit dieser Geschlechterrolle verknüpften Gewalt dennoch nicht entkommt.
Nach seinem Start bei Prime Video Ende August 2024 in Deutschland landete Dogman zwei Wochen später auf Platz 1 in die Charts des Streamingdienstes.

### Auszeichnungen
Internationale Filmfestspiele von Venedig 2023
- Nominierung im Wettbewerb
- Nominierung für den Queer Lion
- Auszeichnung mit dem Fanheart3 Award[22][23]

## Synchronisation
Die deutsche Synchronisation entstand nach einem Dialogbuch von Benjamin Teichmann und der Dialogregie von Florian Krüger-Shantin im Auftrag der Think Global Media GmbH in Berlin.
| Darsteller           | Synchronsprecher     | Rolle                         |
| -------------------- | -------------------- | ----------------------------- |
| Caleb Landry Jones   | Tommy Morgenstern    | Douglas 'Doug' Munrow         |
| Lincoln Powell       | John Stengel         | Douglas 'Doug' Munrow (jung)  |
| Clemens Schick       | Clemens Schick       | Mike Munrow                   |
| John Charles Aguilar | Thomas Schmuckert    | Der Henker                    |
| Christopher Denham   | Marius Clarén        | Ackerman                      |
| Tom Hudson           | Konrad Bösherz       | Ackermanns Assistent          |
| Marisa Berenson      | Heide Domanowski     | Adelige Frau                  |
| Tom Leeb             | Timo Weisschnur      | Carter                        |
| Iris Bry             | Marieke Oeffinger    | Douglas 'Doug' Munrows Mutter |
| Emeric Bernard-Jones | Florian Clyde        | Drag Cher                     |
| Kyran Peet           | Jeremias Koschorz    | Drag Madonna                  |
| Jojo T. Gibbs        | Susanne Geier        | Evelyn                        |
| Corinne Delacour     | Katharina Palm       | Evelyns Mutter                |
| Michael Garza        | Carlos Fanselow      | Juan                          |
| Cameron Alexander    | Martin Kautz         | Kabarett-Besitzer             |
| Eric Carter          | Peter Sura           | Officer Kimbey                |
| Jeff Mantel          | Marco Kröger         | Officer Rolling               |
| Alexander Settineri  | Henning Nöhren       | Richie Munrow                 |
| Joe Sheridan         | Roland Hemmo         | Rodney                        |
| Grace Palma          | Gabrielle Pietermann | Salma Bailey                  |
| Jarreth J. Merz      | Marco Kröger         | Theaterdirektor               |